# Herb Elliott
Herbert James (Herb) Elliott AC MBE (Subiaco, 25 februari 1938) is een Australische voormalige atleet, die was gespecialiseerd in de middellange afstand. Hij had zich toegelegd op de 1500 m en de Engelse mijl. Op beide afstanden vestigde hij wereldrecords. Hij nam eenmaal deel aan de Olympische Spelen, in 1960, en won bij die gelegenheid een gouden medaille op de 1500 m. Hij verbeterde hierbij zijn eigen, twee jaar eerder gevestigde wereldrecord van 3.36,0 naar 3.35,6. In totaal was hij gedurende negen jaar wereldrecordhouder op dit onderdeel. Op de Engelse mijl leed hij geen enkele maal verlies; gedurende zijn loopbaan won hij 36 races over deze afstand.

## Loopbaan
Het atletiektalent van Elliott, geboren in Subiaco, een voorstad van het in West-Australië gelegen Perth, kwam op de scholen waarop hij zat al vroeg tot ontwikkeling door het daar heersende sportieve klimaat. 
Later werd hij een pupil van Percy Cerutty, een eigenzinnige man die een onorthodoxe trainingsmethodiek had ontwikkeld, met daarin elementen die waren geïnspireerd door de stoïcijnse en Spartaanse filosofieën. Zo liet hij zijn pupillen blootsvoets tegen zandduinen oprennen, bergbeklimmen en zelfs houthakken. Hij benadrukte het belang van de armen, die een harmonieuze bewegingseenheid moesten vormen met de benen om een optimale krachtsontwikkeling te garanderen. Hij bedacht de uitdrukking: 'Ze rennen niet met hun benen, maar op hun benen'. Door het trainingsproces op te splitsen in cycli en perioden (de zgn. bloktraining) wist hij te bereiken, dat zijn pupillen op het gewenste tijdstip voor belangrijke wedstrijden in vorm waren. Dit was voor atleten uit Australië, waar het atletiekseizoen immers tegengesteld plaats vond aan dat van de landen op het noordelijk halfrond, uitermate belangrijk. 
In 1958 nam Elliott met succes deel aan de Gemenebestspelen in Cardiff. Hij veroverde goud op zowel de 880 yd als de Engelse mijl. Twee jaar later maakte hij zijn olympisch debuut bij de Spelen van Rome. Op de 1500 m gaf hij blijk van zijn kunnen door met een wereldrecordtijd van 3.35,6 het hele veld ruimschoots achter zich te laten. 
In 1961 trok hij zich terug uit de topsport en ging studeren aan de Universiteit van Cambridge.
Sinds mei 2005 is Elliott vicevoorzitter van de Fortescue Metals Group, het op vier na grootste ijzermijnbouwbedrijf ter wereld. In maart 2007 werd hij voorzitter van de Raad van Commissarissen. Eerder werkte hij voor de sportartikelenfabrikant Puma, waar hij uiteindelijk CEO (Chief Executive) werd voor de Noord-Amerikaanse markt. Ook werd hij Director of Athlete and Corporate Relations bij het Australisch Olympisch Comité.
In zijn actieve tijd was Elliott aangesloten bij Coburg Harriers.

## Titels
- Olympisch kampioen 1500 m - 1960
- Gemenebestkampioen 880 yd - 1958
- Gemenebestkampioen 1 Eng. mijl - 1958
- Australisch kampioen 880 yd - 1957, 1958, 1960
- Australisch kampioen 1 Eng. mijl - 1957, 1958, 1960

## Persoonlijke records
| Onderdeel   | Prestatie      | Datum            | Plaats    |
| ----------- | -------------- | ---------------- | --------- |
| 1000 m      | 2.19,1         | 2 oktober 1960   | Stockholm |
| 1500 m      | 3.35,6 (ex-WR) | 6 september 1960 | Rome      |
| 1 Eng. mijl | 3.54,5 (ex-WR) | 6 augustus 1958  | Dublin    |

## Palmares

### 880 yd
- 1957:  Australische kamp. - 1.49,3
- 1958:  Australische kamp. - 1.49,4
- 1958:  Gemenebestspelen - 1.49,32
- 1960:  Australische kamp. - 1.50,1

### 1500 m
- 1960:  OS - 3.35,6 (WR)

### 1 Eng. mijl
- 1957:  Australische kamp. - 4.00,4
- 1958:  Australische kamp. - 4.08,8
- 1958:  Gemenebestspelen - 3.59,03
- 1960:  Australische kamp. - 4.02,1

1896: Teddy Flack ·
1900: Charles Bennett ·
1904: Jim Lightbody ·
1908: Mel Sheppard ·
1912: Arnold Jackson ·
1920: Albert Hill ·
1924: Paavo Nurmi ·
1928: Harri Larva ·
1932: Luigi Beccali ·
1936: Jack Lovelock ·
1948: Henry Eriksson ·
1952: Josy Barthel ·
1956: Ron Delany ·
1960: Herb Elliott ·
1964: Peter Snell ·
1968: Kipchoge Keino ·
1972: Pekka Vasala ·
1976: John Walker ·
1980: Sebastian Coe ·
1984: Sebastian Coe ·
1988: Peter Rono ·
1992: Fermín Cacho ·
1996: Noureddine Morceli ·
2000: Noah Ngeny ·
2004: Hicham El Guerrouj ·
2008: Asbel Kiprop ·
2012: Taoufik Makhloufi ·
2016: Matthew Centrowitz ·
2020: Jakob Ingebrigtsen ·
2024: Cole Hocker
- World Athletics: 14350709
- International Standard Name Identifier: 0000 0004 1894 4392
- Library of Congress Control Number: nb2013016934
- Nationale bibliotheek van Australië: 35264352
- SNAC: w66t3fmj
- Virtual International Authority File: 91942835
- WorldCat: E39PBJqbgPtRYRbVwQxbf8dbBP